# Séisme de 2004 de Chūetsu
Le séisme de 2004 de Chūetsu, officiellement tremblement de terre de l'année 16 de la période Heisei de la préfecture de Niigata / Chūetsu (平成16年(2004年)新潟県中越地震, Heisei 16 nen (2004 nen) Niigata-ken chūetsu jishin) par l'agence météorologique japonaise, est un séisme qui s'est produit le 23 octobre 2004.

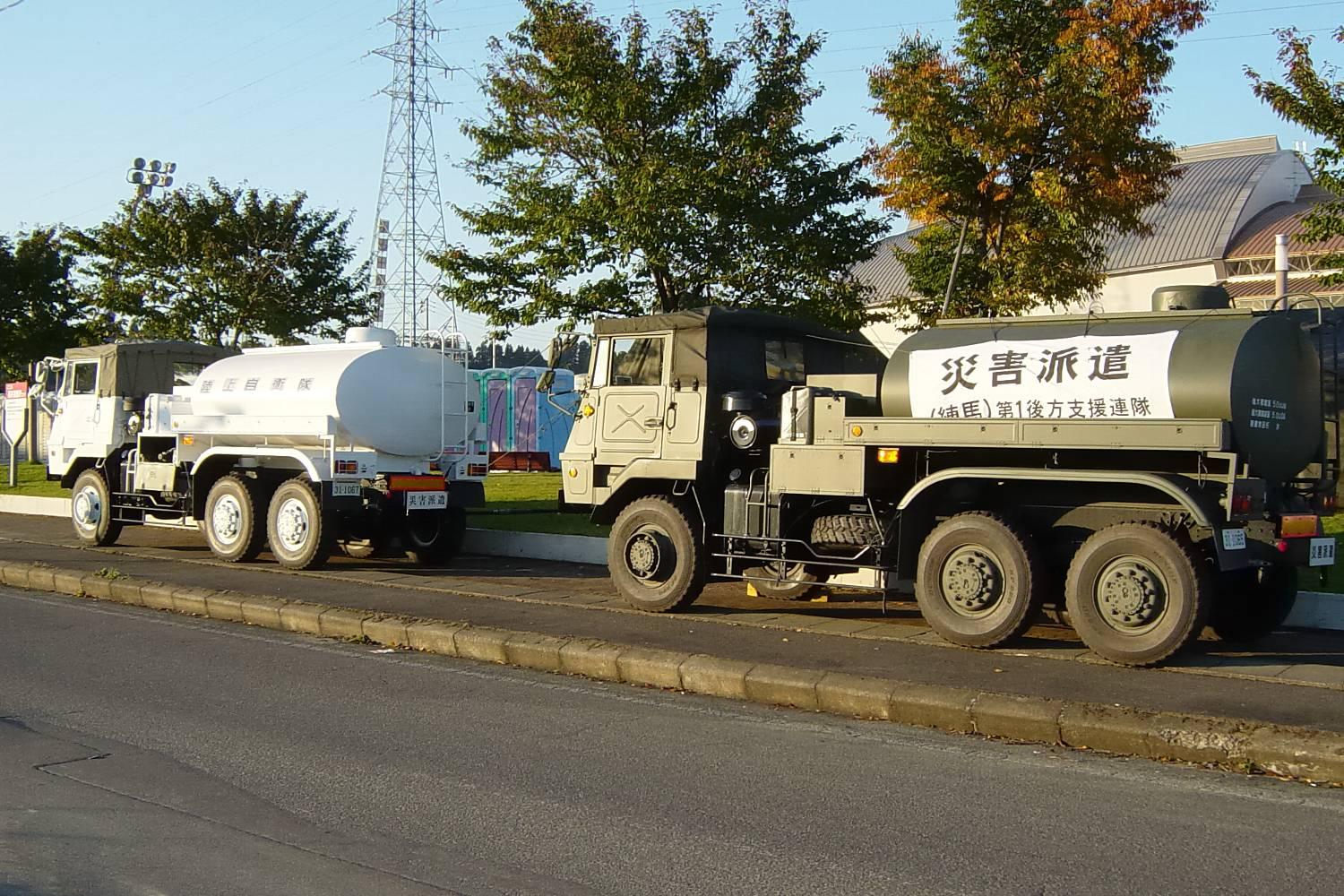
Les véhicules des forces d'auto-défense japonaises distribuent de l'eau devant le gymnase de la ville d'Ojiya, qui a servi d'abri après le tremblement de terre. Photo du 28 octobre 2004.

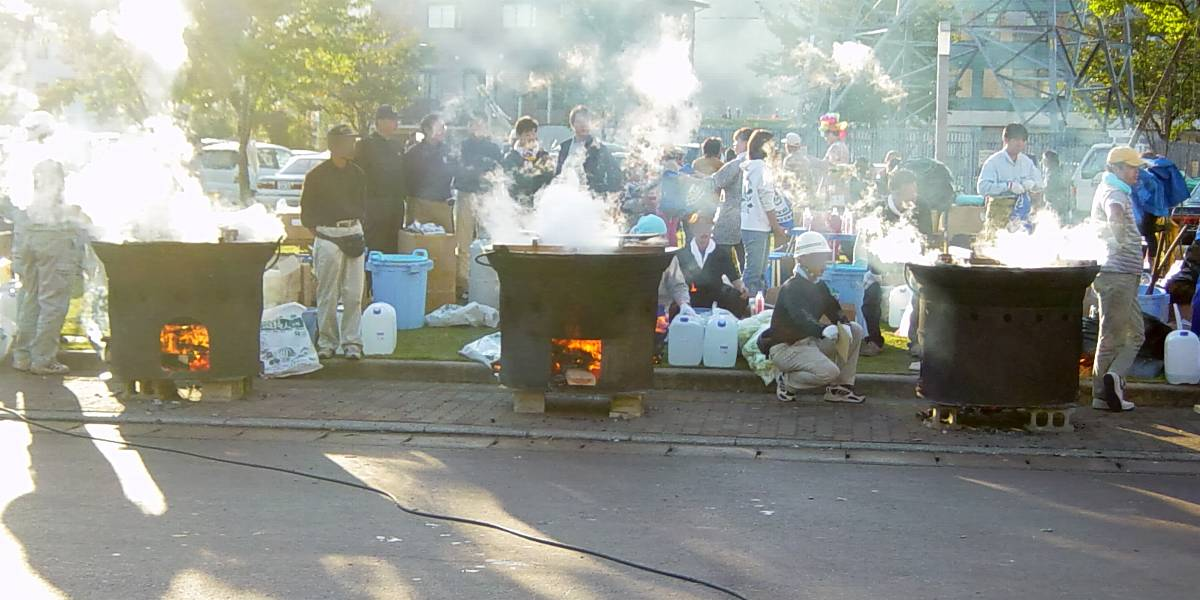
Soupe pour les réfugiés devant l'abri. Ojiya, Niigata, Japon. 28 octobre.

## Chronologie
- La première secousse fut enregistrée à 17:56 le samedi 23 octobre 2004 (08:56 UTC le même jour). L'intensité fut de 7 sur l'échelle de Shindo (ce qui est son grade le plus élevé) et la magnitude de 6,8[2].
- La seconde secousse fut enregistrée à 18:12. La mesure fut de 6+ sur l'échelle de Shindo (magnitude 5,9).
- La troisième secousse fut enregistrée à 19:46. La mesure fut de 6- sur l'échelle de Shindo.

Ces trois secousses furent la cause de l'essentiel des dégâts et pertes humaines. La région continuant de trembler durant les jours suivants, plus de 350 répliques mineures furent enregistrées.
D'autres secousses notables dans la région de Niigata avec des épicentres variant en localisation et profondeur.
- Le 25 octobre à 06:04, magnitude 5,8.
- Le 27 octobre à 10:40, magnitude 6,1 à Hirokami

## Bilan
- 31 morts (dont 12 de crise cardiaque)
- 2 500 blessés
- 100 000 habitants évacués
- 2 500 maisons effondrées
- 1 200 bâtiments non-résidentiels effondrés.

Le précédent séisme et le plus important était le Séisme de 1995 à Kobe (ou séisme de Honshū) en janvier 1995, de magnitude 7.3 et dont le bilan s'élève 6 433 morts et 43 700 blessés.